# Irvin Khoza
Irvin Khoza est un dirigeant sportif sud-africain né le 27 janvier 1948 à Alexandra en Afrique du Sud.
Président des Orlando Pirates Football Club il est également le président-fondateur du championnat d'Afrique du Sud de football avec Kaizer Motaung, Raymond Hack et Jomo Sono. Enfin il occupe le poste de vice-président de la fédération d'Afrique du Sud de football. 
Khoza dirige le comité d'organisation sud-africain de la Coupe du monde de football de 2006. L'Allemagne estt finalement choisie et Khoza est alors nommé président du comité d'organisation sud-africain de la Coupe du monde de football de 2010 qui a été attribuée à l'Afrique du Sud.
Il reçoit l'Ordre de l'Ikhamanga, échelon or, en 2011.